# Gorgonia mariae
Gorgonia mariae is een zachte koraalsoort uit de familie Gorgoniidae. De koraalsoort komt uit het geslacht Gorgonia. Gorgonia mariae werd in 1961 voor het eerst wetenschappelijk beschreven door Bayer. 